# Esai Morales
Pour les articles homonymes, voir Morales.
Esai Morales est un acteur, réalisateur et producteur américain, né le 1er octobre 1962 à Brooklyn, New York aux États-Unis.

## Filmographie

### Acteur

#### Cinéma
- 1982 : Forty Deuce : Mitchell
- 1983 : Bad Boys : Paco Moreno
- 1986 : Rémission pour un voyou (L.A. Bad) : Neekos Valdez
- 1987 : La Bamba : Bob Morales
- 1987 : Le Proviseur (The Principal) : Raymi Rojas
- 1989 : Bloodhounds of Broadway : Handsome Jack
- 1990 : Amazone (Amazon)
- 1991 : Naked Tango : Zico Borenstein
- 1992 : Bay City Story (TV) : Jim Duran
- 1992 : Ultraviolet : Nicholas Walker
- 1992 : Freejack de Geoff Murphy : Ripper
- 1993 : Living and Working in Space: The Countdown Has Begun (vidéo) : Kenny
- 1993 : The Waiter : Julius
- 1994 : Rapa Nui : Make
- 1994 : En avant, les recrues ! (In the Army Now) : Sgt. Stern
- 1994 : Don't Do It : Charles
- 1995 : Rêves de famille (My Family) : Chucho
- 1996 : Dog Watch (vidéo) : Murrow
- 1996 : Scorpion Spring : Astor
- 1997 : The Disappearance of Garcia Lorca : Ricardo
- 1997 : Livers Ain't Cheap : Collin
- 1998 : The Wonderful Ice Cream Suit de Stuart Gordon : Dominguez
- 1999 : 72 heures pour mourir : Mike
- 1999 : Southern Cross : Philip Solano
- 2000 : Spin Cycle : Nickens
- 2000 : American Virgin : Jim the Director
- 2002 : The Adventures of Tom Thumb & Thumbelina (vidéo) : Vergas Mouse (voix)
- 2002 : Paid in Full : Lulu
- 2004 : Return to Babylon
- 2005 : Once Upon a Wedding : Pineda
- 2005 : American Fusion : Jose
- 2006 : The Virgin of Juarez
- 2006 : Fast Food Nation de Richard Linklater : Tony
- 2006 : How to Go Out on a Date in Queens
- 2008 : The Line : Pelon
- 2012 : Atlas Shrugged: Part II : Francisco d'Anconia
- 2022 : Master Gardener de Paul Schrader : Oscar Neruda
- 2023 : Mission impossible : Dead Reckoning (Mission: Impossible – Dead Reckoning) de Christopher McQuarrie : Gabriel
- 2025 : Mission: Impossible - The Final Reckoning de Christopher McQuarrie : Gabriel

#### Télévision
- 1982 : The Great Love Experiment : Miguel
- 1985 : Deux flics à Miami (Miami Vice) : Pete Romano (saison 1, épisode 20)
- 1986 : The Equalizer :  un flic ripou (saison 1, épisode 5)
- 1986 : On Wings of Eagles: Rashid
- 1994 : The Burning Season : Jair
- 1995 : Deadlocked: Escape from Zone 14 : Tony Archer
- 1996 : Dying to Be Perfect: The Ellen Hart Pena Story : Federico Pena
- 1998 : Circle of Deceit: Jeff Silva
- 1999 : Atomic Train: Noris 'Mac' MacKenzie
- 2000 : Elian, une affaire d'état (A Family in Crisis: The Elian Gonzales Story): Juan Miguel Gonzalez
- 2001 : New York Police Blues: Tony Rodriguez
- 2003 : Sudbury
- 2005 : La Loi de la séduction (Heartless): Rick Benes / David Lopez
- 2006 : Company Town de Thomas Carter (téléfilm) : Ray Dupre
- 2007 : Jericho: Major Beck
- 2008 : Caprica : Joseph Adama
- 2011 : La Rançon d'une vie (We Have Your Husband): Eduardo Valseca
- 2012 : Panique sur Seattle (Seattle Superstorm): Tom
- 2012 : New York, unité spéciale : Jimmy Vasquez (saison 13, épisode 14)
- 2013-2015 : Esprits Criminels: Mateo Cruz
- 2014 : Jarhead 2 : Capt Jones
- 2016 : Croire en ses rêves : Rodrigo
- 2016-2020 : Murder: Jorge Castillo
- 2017 : Chicago PD : Chef Lugo
- 2017 : Ozark : Del
- 2019 : Titans : Slade Wilson / Deathstroke

### Producteur
- 2005 : Beisbol
- 2005 : Behind the Mask of Zorro (TV)